# Яшники (Ржищівський район)
Яшники — колишнє село, пізніше хутір, на території Київської області. Остаточно зникло у зв'язку із затопленням Канівського водосховища.

## З історії

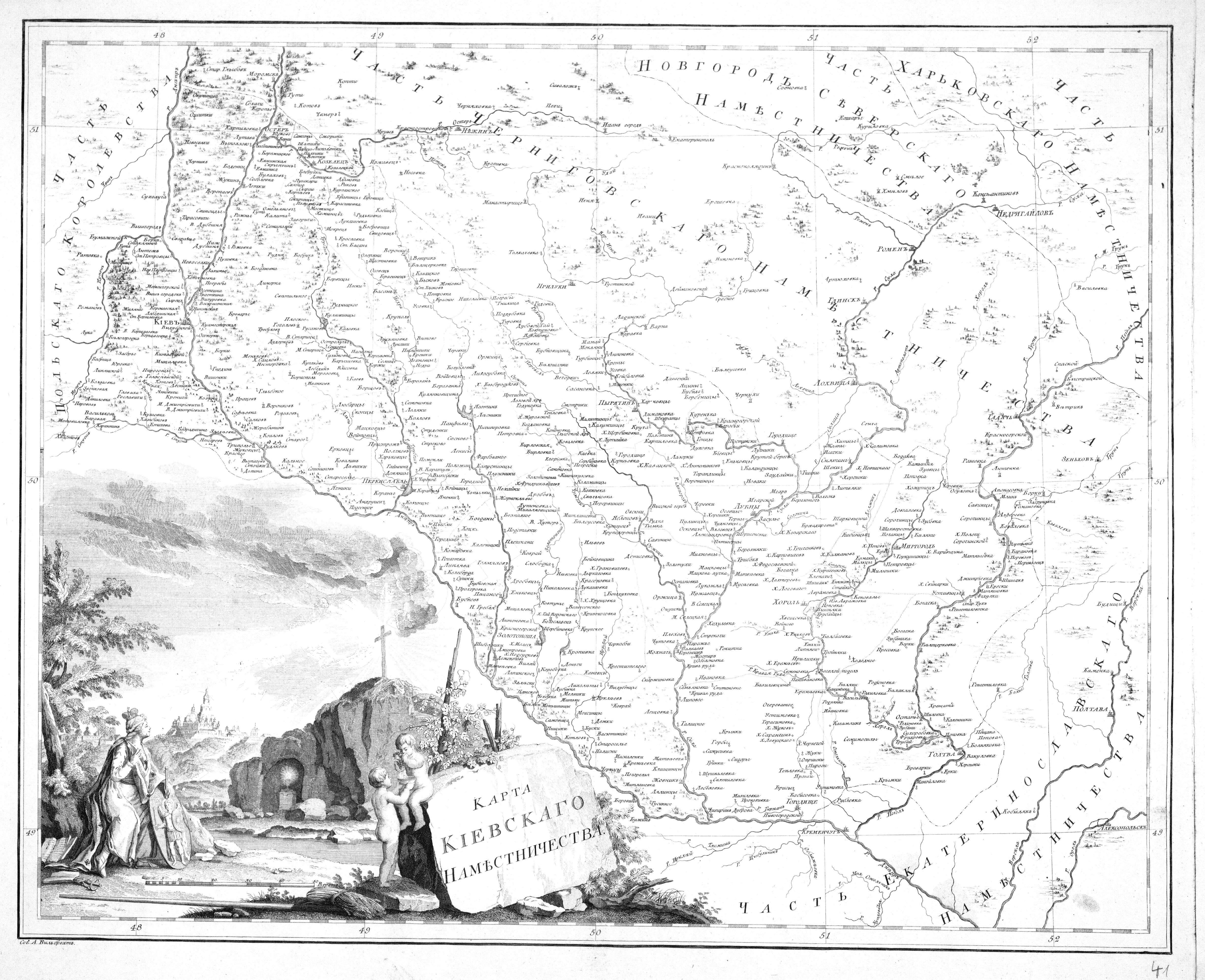
Карта Київського намісництва на якій також відображено Яшники (рос. Ячники) попід Дніпром, 1792 р.

За козаччини село належало до Трахтемирівської сотні Канівського та, пізніше, Переяславського полку.
Є сповідні розписи цього села, зокрема найстаріші від 1751 та 1765 роки.

Яшники згадані в Генеральне слідство про маєтності за 1729-1731 роки:
«31. Село Ячники, по свѣдительству старожиловъ тамошнихъ, якъ они запамятаютъ, было прежде волное войсковое, а потомъ владѣли онимъ селомъ полковники Переяславскіе, Дмитрашко, Войця, Лисенко, Полуботокъ, а по Полуботку отдалъ Мазепа гетманъ на монастиръ Кириловскій Кіевский, но до того монастира крѣпостей жаднихъ не явили.
...
31. Село Ячники – 35 дворовъ, которыми владѣютъ Кіевского Кириловского монастира законники, но крѣпостей не явили, а прежде оное во владѣніи нѣсколко полковниковъ Переяславскихъ найдовалося.»
За описом Київського намісництва 1781 року село відносилось до Переяславського повіту цього намісництва, і у ньому нараховувалось 84 хати виборних козаків, козаків підпомічників, посполитих, різночинських і козацьких підсусідків.
За книгою Київського намісництва 1787 року у селі проживало 284 душі. Було у володінні різного звання «казених людей» і козаків.
Село є на багатьох старих мапах, наприклад на мапі Яна Блау за 1670 рік, або в атласі Вільбрехта 1800 року.
З ліквідацією Київського намісництва, село у складі Переяславського повіту перейшло до Полтавської губернії.
У 1880 році Яшники увійшли до Ковалинської волості (пізніше стала Єрковецькою) Переяславського повіту.
У радянський період Яшники були у складі Ржищівського району.
В тридцятих роках 20-го століття частина Яшників була зайнята під військовий полігон, що змусило багатьох жителів покинути село.
Після німецько-радянської війни як хутір, підпорядковувались Гусинцівській сільській раді того ж району.
10 травня 1958 року видано рішення виконавчого комітету Київської обласної ради депутатів трудящих № 347 «Про уточнення обліку населених пунктів Київської області» хутір Яшники Гусинцівської сільської ради були у списку, що належало «виключити з облікових даних адміністративно-територіального поділу слідуючі населені пункти, в зв'язку з ліквідацією їх з різних причин». Причиною зокрема, для виселення Яшників стала організація військового полігону на навколишній території.
У 1970-х роках місцевість, де знаходились Яшники, була здебільшого затоплена Канівським водосховищем.